# 유럽 고속도로 933호선
유럽 고속도로 933호선(European route E933)은 이탈리아의 알카모에서 트라파니까지 이르는 총 연장 50 km의 거리를 이루는 B-클래스급 고속도로이다. 해당 고속도로는 유럽 고속도로 45호선과 유럽 고속도로 90호선의 구간과도 접촉되어 있으며 시칠리아섬 내부를 경유한다.

## 주요 경유지
- 이탈리아
  - E90 알카모
  - E45 트라파니